# Engraulinae
Die Engraulinae sind eine Unterfamilie der Sardellen (Engraulidae). Die Fische kommen vor allem in den Meeren östlich und westlich der amerikanischen Doppelkontinents vor. Einige Arten von Engraulis sowie zweier weiterer Gattungen leben auch in den Ozeanen der Alten Welt. Von der zweiten Unterfamilie der Sardellen, den Coiliinae unterscheiden sie sich unter anderem durch die kurze Afterflosse, die bei den Engraulinae 13 bis 37 Flossenstrahlen hat. Das Maul der Engraulinae ist unterständig.
Die Engraulinae sind unvollständig beschuppt, hinter den Bauchflossen sind die meisten Arten schuppenlos. Lediglich bei den Gattungen Encrasicholina und Stolephorus trägt auch der Vorderkörper Rundschuppen.
Wie alle Sardellen sind die Engraulinae Schwarmfische, die sich von Plankton ernähren.

## Gattungen und Arten
Es gibt elf Gattungen mit etwa 90 Arten. Die Zugehörigkeit von Amazonsprattus scintilla, des mit einer Länge von 19,5 mm kleinsten Heringsartigen der Welt, zu dieser Unterfamilie ist umstritten.
- Unterfamilie Engraulinae
  - Gattung Amazonsprattus

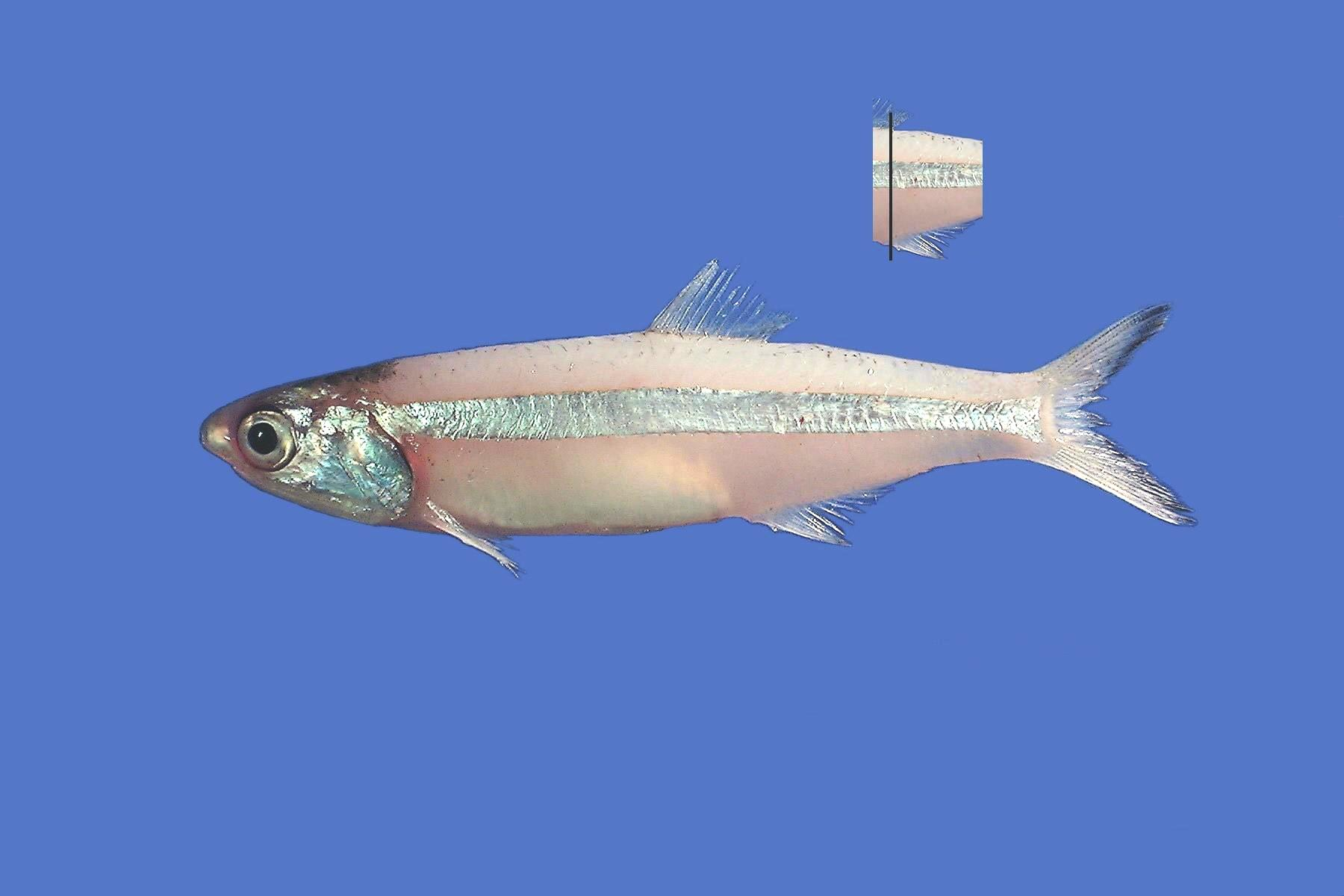
Anchoa hepsetus

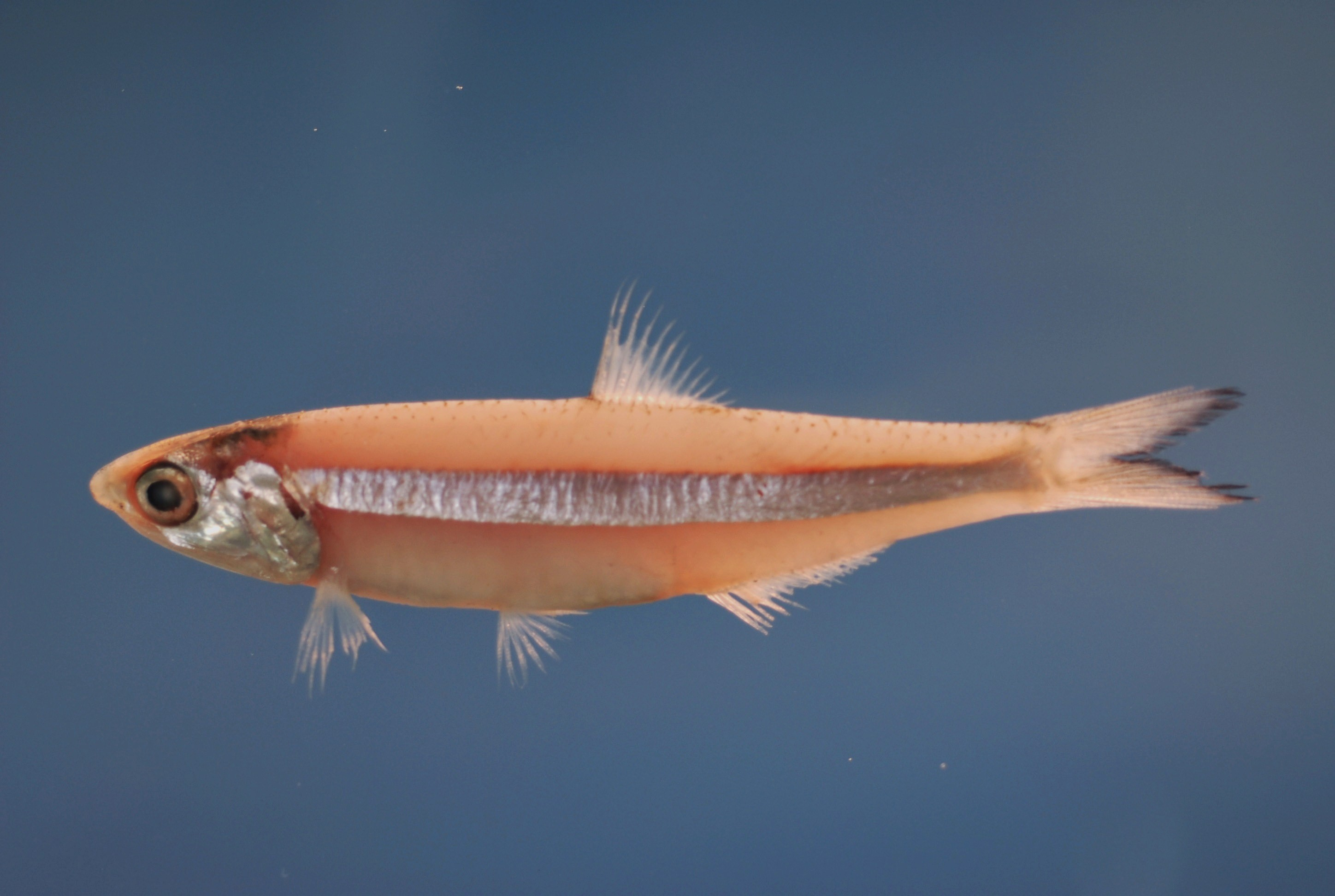
Anchoa lyolepis

    - Amazonsprattus scintilla Roberts, 1984

  - Gattung Anchoa
    - Anchoa analis Miller, 1945
    - Anchoa argenteus Schultz, 1949
    - Anchoa argentivittata Regan, 1904
    - Anchoa belizensis Thomerson & Greenfield, 1975
    - Anchoa cayorum Fowler, 1906
    - Anchoa chamensis Hildebrand, 1943
    - Anchoa choerostoma Goode, 1874
    - Anchoa colonensis Hildebrand, 1943
    - Anchoa compressa Girard, 1858
    - Anchoa cubana Poey, 1868
    - Anchoa curta Jordan & Gilbert, 1882
    - Anchoa delicatissima Girard, 1854
    - Anchoa eigenmannia Meek & Hildebrand, 1923
    - Anchoa exigua Jordan & Gilbert, 1882
    - Anchoa filifera Fowler, 1915
    - Anchoa helleri Hubbs, 1921
    - Anchoa hepsetus Linnaeus, 1758
    - Anchoa ischana Jordan & Gilbert, 1882
    - Anchoa januaria Steindachner, 1879
    - Anchoa lamprotaenia Hildebrand, 1943
    - Anchoa lucida Jordan & Gilbert, 1882
    - Anchoa lyolepis Evermann & Marsh, 1900
    - Anchoa marinii Hildebrand, 1943
    - Anchoa mitchilli Valenciennes, 1848
    - Anchoa mundeola Gilbert & Pierson, 1898
    - Anchoa mundeoloides Breder, 1928
    - Anchoa nasus Kner & Steindachner, 1867
    - Anchoa panamensis Steindachner, 1877
    - Anchoa parva Meek & Hildebrand, 1923
    - Anchoa pectoralis Hildebrand, 1943
    - Anchoa schofieldi Jordan & Culver, 1895
    - Anchoa spinifer Valenciennes, 1848
    - Anchoa starksi Gilbert & Pierson, 1898
    - Anchoa tricolor Spix & Agassiz, 1829
    - Anchoa trinitatis Fowler, 1915
    - Anchoa walkeri Baldwin & Chang, 1970

  - Gattung Anchovia
    - Anchovia clupeoides Swainson, 1839
    - Anchovia macrolepidota Kner, 1863
    - Anchovia surinamensis Bleeker, 1866

  - Gattung Anchoviella
    - Anchoviella alleni Myers, 1940
    - Anchoviella balboae Jordan & Seale, 1926
    - Anchoviella blackburni Hildebrand, 1943
    - Anchoviella brevirostris Günther, 1868
    - Anchoviella carrikeri Fowler, 1940
    - Anchoviella cayennensis Puyo, 1946
    - Anchoviella elongata Meek & Hildebrand, 1923
    - Anchoviella guianensis Eigenmann, 1912
    - Anchoviella hernanni Loeb et al., 2018
    - Anchoviella jamesi Jordan & Seale, 1926
    - Anchoviella lepidentostole Fowler, 1911
    - Anchoviella manamensis Cervigón, 1982
    - Anchoviella nattereri Steindachner, 1879
    - Anchoviella perezi Cervigón, 1987
    - Anchoviella perfasciata Poey, 1860
    - Anchoviella vaillanti Steindachner, 1908

  - Gattung Cetengraulis
    - Cetengraulis edentulus Cuvier, 1829
    - Cetengraulis mysticetus Günther, 1867

  - Gattung Encrasicholina
    - Encrasicholina devisi Whitley, 1940
    - Encrasicholina gloria Hata & Motomura, 2016
    - Encrasicholina heteroloba Rüppell, 1837
    - Encrasicholina intermedia Hata & Motomura, 2016
    - Encrasicholina macrocephala Hata & Motomura, 2015
    - Encrasicholina oligobranchus Wongratana, 1983
    - Encrasicholina punctifer Fowler, 1938
    - Encrasicholina purpurea Fowler, 1900

  - Gattung Engraulis
    - Engraulis anchoita Hubbs & Marini, 1935
    - Engraulis australis White, 1790
    - Europäische Sardelle (Engraulis encrasicolus) Linnaeus, 1758
    - Engraulis eurystole Swain & Meek, 1885
    - Engraulis japonicus Temminck & Schlegel, 1846
    - Amerikanische Sardelle (Engraulis mordax) Girard, 1854
    - Südamerikanische Sardelle (Engraulis ringens) Jenyns, 1842

  - Gattung Jurengraulis
    - Jurengraulis juruensis Boulenger, 1898

  - Gattung Lycengraulis
    - Lycengraulis batesii Günther, 1868
    - Lycengraulis figueiredoi Loeb & Alcântara, 2013
    - Lycengraulis grossidens Agassiz, 1829
    - Lycengraulis limnichthys Schultz, 1949
    - Lycengraulis poeyi Kner, 1863

  - Gattung Pterengraulis
    - Pterengraulis atherinoides Linnaeus, 1766

  - Gattung Stolephorus
    - Stolephorus advenus Wongratana, 1987
    - Stolephorus andhraensis Babu Rao, 1966
    - Stolephorus apiensis Jordan & Seale, 1906
    - Stolephorus baganensis Hardenberg, 1933
    - Stolephorus brachycephalus Wongratana, 1983
    - Stolephorus carpentariae De Vis, 1882
    - Stolephorus chinensis Günther, 1880
    - Stolephorus commersonnii Lacepède, 1803
    - Stolephorus continentalis Hata & Motomura, 2018
    - Stolephorus dubiosus Wongratana, 1983
    - Stolephorus holodon Boulenger, 1900
    - Stolephorus indicus van Hasselt, 1823
    - Stolephorus insignus Hata & Motomura, 2018
    - Stolephorus insularis Hardenberg, 1933
    - Stolephorus multibranchus Wongratana, 1987
    - Stolephorus nelsoni Wongratana, 1987
    - Stolephorus pacificus Baldwin, 1984
    - Stolephorus ronquilloi Wongratana, 1983
    - Stolephorus shantungensis Li, 1978
    - Stolephorus tri Bleeker, 1852
    - Stolephorus waitei Jordan & Seale, 1926